# Vòng loại Giải vô địch bóng đá thế giới 2022 – Khu vực Bắc, Trung Mỹ và Caribe
Phần Bắc, Trung Mỹ và Caribe của vòng loại giải vô địch bóng đá thế giới 2022 sẽ đóng vai trò là vòng loại cho giải vô địch bóng đá thế giới 2022, được tổ chức tại Qatar, cho các đội tuyển quốc gia là thành viên của Liên đoàn bóng đá Bắc, Trung Mỹ và Caribe (CONCACAF). 3 suất vé trực tiếp và 1 suất vé vòng play-off liên lục địa trong vòng chung kết có sẵn cho các đội tuyển CONCACAF.

## Thể thức

### Thể thức ban đầu
Vào ngày 10 tháng 7 năm 2019, CONCACAF đã công bố thể thức vòng loại tái cấu trúc cho Giải vô địch bóng đá thế giới 2022. Sau khi CONCACAF ban đầu công bố vào tháng 3 năm 2018 rằng họ sẽ sử dụng chỉ số xếp hạng CONCACAF để xác định hạt giống của các đội tuyển CONCACAF để tham dự vòng loại đến các giải đấu quốc tế, đã xác định rằng bảng xếp hạng FIFA sẽ được sử dụng thay thế.
- Vòng hạt giống cao nhất: 6 đội tuyển CONCACAF được xếp hạng cao nhất dựa trên bảng xếp hạng FIFA của tháng 6 năm 2020 sẽ thi đấu các trận đấu vòng tròn trên sân nhà và sân khách trong một bảng (thường được gọi là "Lục giác"). Ba đội tuyển hàng đầu sẽ vượt qua vòng loại cho Giải vô địch bóng đá thế giới 2022, và đội tuyển xếp thứ 4 giành quyền vào vòng play-off với đội thắng của vòng đấu loại trực tiếp hạt giống thấp nhất để giành quyền vào vòng play-off liên lục địa.
- Vòng hạt giống thấp nhất: Các đội tuyển CONCACAF còn lại (xếp hạng từ hạng 7 đến hạng 35 dựa trên bảng xếp hạng FIFA của tháng 6 năm 2020) sẽ được chia thành 8 bảng (5 bảng 4 đội và 3 bảng 3 đội) để thi đấu các trận đấu vòng tròn trên sân nhà và sân khách. Đội thắng của mỗi bảng sẽ giành quyền vào vòng đấu loại trực tiếp, mỗi trận tứ kết, bán kết và chung kết được thi đấu trong loạt sân nhà và sân khách trên hai lượt. Đội thắng của vòng đấu loại trực tiếp sẽ giành quyền vào vòng play-off với đội xếp thứ tư của vòng hạt giống cao nhất để giành quyền vào vòng play-off liên lục địa.

Tuy nhiên đến ngày 25 tháng 6 năm 2020, FIFA quyết định thay đổi thể thức thi đấu mới do ảnh hưởng của đại dịch COVID-19."

### Thể thức mới
Ngày 27 tháng 7 năm 2020, CONCACAF bốc thăm hạt giống cho vòng loại khu vực CONCACAF với thế thức mới như sau:
- Vòng 1: Các đội từ 6 đến 35 có thứ hạng thấp nhất thi đấu theo hình thức vòng tròn tính điểm, chia làm 6 bảng 5 đội, chọn ra đội đứng đầu mỗi bảng giành quyền vào vòng 2.
- Vòng 2: 6 đội đứng đầu mỗi bảng ở vòng 1 thi đấu theo thể thức lượt đi - lượt về, chọn ra 3 đội thắng cuộc giành quyền vào vòng 3.
- Vòng 3: 3 đội thắng từ vòng 2 sẽ kết hợp với 5 đội đứng đầu bảng xếp hạng FIFA khu vực CONCACAF thi đấu theo thể thức vòng tròn tính điểm, chọn ra 3 đội đứng đầu giành quyền vào vòng chung kết và đội đứng thứ 4 giành quyền vào vòng play-off liên lục địa).

## Các đội tuyển tham gia
Tất cả 35 đội tuyển quốc gia trực thuộc FIFA từ CONCACAF có quyền được tham gia vòng loại. Các đội tuyển sẽ được hạt giống dựa trên bảng xếp hạng FIFA tháng 7 năm 2020 của họ. Tuy nhiên, Saint Lucia sau đó đã rút khỏi vòng loại, khiến tổng số đội tham gia vòng loại xuống còn 34 đội.
| Vào thắng vòng 3 (Hạng 1-5)                                                       | Phải tham dự vòng 1 (Hạng 6-35) | Phải tham dự vòng 1 (Hạng 6-35) |
| --------------------------------------------------------------------------------- | --- | --- |
| 1. México (11) 2. Hoa Kỳ (22) 3. Costa Rica (46) 4. Jamaica (48) 5. Honduras (62) | 1. El Salvador (69) 2. Canada (73) 3. Curaçao (80) 4. Panama (81) 5. Haiti (86) 6. Trinidad và Tobago (105) 7. Antigua và Barbuda (126) 8. Guatemala (130) 9. Saint Kitts và Nevis (139) 10. Suriname (141) 11. Nicaragua (151) 12. Cộng hòa Dominica (158) 13. Grenada (159) 14. Barbados (162) 15. Guyana (166) | 1. Saint Vincent và Grenadines (167) 2. Bermuda (168) 3. Belize (170) 4. Saint Lucia (176) 5. Puerto Rico (178) 6. Cuba (179) 7. Montserrat (183) 8. Dominica (184) 9. Quần đảo Cayman (193) 10. Bahamas (195) 11. Aruba (200) 12. Quần đảo Turks và Caicos (203) 13. Quần đảo Virgin thuộc Mỹ (207) 14. Quần đảo Virgin thuộc Anh (208) 15. Anguilla (210) |

## Lịch thi đấu
Lịch thi đấu như sau:
| Giai đoạn | Ngày đấu    | Các ngày                              |
| --------- | ----------- | ------------------------------------- |
| Vòng 1    | Lượt 1      | 24, 25, 27, 28, & 30 tháng 3 năm 2021 |
| Vòng 1    | Lượt 2      | 2, 4, 5, & 8 tháng 6 năm 2021         |
| Vòng 2    | Lượt đi     | 12 tháng 6 năm 2021                   |
| Vòng 2    | Lượt về     | 15 tháng 6 năm 2021                   |
| Vòng 3    | Ngày đấu 1  | 2–8 tháng 9 năm 2021                  |
| Vòng 3    | Ngày đấu 2  | 2–8 tháng 9 năm 2021                  |
| Vòng 3    | Ngày đấu 3  | 2–8 tháng 9 năm 2021                  |
| Vòng 3    | Ngày đấu 4  | 7–13 tháng 10 năm 2021                |
| Vòng 3    | Ngày đấu 5  | 7–13 tháng 10 năm 2021                |
| Vòng 3    | Ngày đấu 6  | 7–13 tháng 10 năm 2021                |
| Vòng 3    | Ngày đấu 7  | 8–16 tháng 11 năm 2021                |
| Vòng 3    | Ngày đấu 8  | 8–16 tháng 11 năm 2021                |
| Vòng 3    | Ngày đấu 9  | 27 tháng 1 – 2 tháng 2 năm 2022       |
| Vòng 3    | Ngày đấu 10 | 27 tháng 1 – 2 tháng 2 năm 2022       |
| Vòng 3    | Ngày đấu 11 | 27 tháng 1 – 2 tháng 2 năm 2022       |
| Vòng 3    | Ngày đấu 12 | 24–30 tháng 3 năm 2022                |
| Vòng 3    | Ngày đấu 13 | 24–30 tháng 3 năm 2022                |
| Vòng 3    | Ngày đấu 14 | 24–30 tháng 3 năm 2022                |

Vòng play-off liên lục địa dự kiến được thi đấu vào tháng 3 năm 2022.

## Vòng 1
30 đội xếp hạng thấp nhất thi đấu chia làm 6 bảng 5 đội, thi đấu vòng tròn tính điểm để chọn ra 6 đội đứng đầu mỗi bảng giành quyền vào vòng 2. Lễ bốc thăm chia bảng diễn ra vào lúc 19:00 CEST (UTC+2) ngày 19 tháng 8 năm 2020 tại trụ sở FIFA ở Zurich.

### Bảng A
| VT | Đội                      | ST | T | H | B | BT | BB | HS  | Đ  | Giành quyền tham dự    |     | El Salvador | Montserrat | Antigua và Barbuda | Grenada | Quần đảo Virgin thuộc Mỹ |
| -- | ------------------------ | -- | - | - | - | -- | -- | --- | -- | ---------------------- | --- | ----------- | ---------- | ------------------ | ------- | ------------------------ |
| 1  | El Salvador              | 4  | 3 | 1 | 0 | 13 | 1  | +12 | 10 | Giành quyền vào vòng 2 |     | —           | —          | 3–0                | 2–0     | —                        |
| 2  | Montserrat               | 4  | 2 | 2 | 0 | 9  | 4  | +5  | 8  |                        |     | 1–1         | —          | —                  | —       | 4–0                      |
| 3  | Antigua và Barbuda       | 4  | 2 | 1 | 1 | 6  | 5  | +1  | 7  |                        | —   | 2–2         | —          | 1–0                | —       |                          |
| 4  | Grenada                  | 4  | 1 | 0 | 3 | 2  | 5  | −3  | 3  |                        | —   | 1–2         | —          | —                  | 1–0     |                          |
| 5  | Quần đảo Virgin thuộc Mỹ | 4  | 0 | 0 | 4 | 0  | 15 | −15 | 0  |                        | 0–7 | 0–4         | 0–3        | 0–1                | —       |                          |

### Bảng B
| VT | Đội             | ST | T | H | B | BT | BB | HS  | Đ  | Giành quyền tham dự    |      | Canada | Suriname | Bermuda | Aruba | Quần đảo Cayman |
| -- | --------------- | -- | - | - | - | -- | -- | --- | -- | ---------------------- | ---- | ------ | -------- | ------- | ----- | --------------- |
| 1  | Canada          | 4  | 4 | 0 | 0 | 27 | 1  | +26 | 12 | Giành quyền vào vòng 2 |      | —      | 4–0      | 5–1     | —     | —               |
| 2  | Suriname        | 4  | 3 | 0 | 1 | 15 | 4  | +11 | 9  |                        |      | —      | —        | 6–0     | —     | 3–0             |
| 3  | Bermuda         | 4  | 1 | 1 | 2 | 7  | 12 | −5  | 4  |                        | —    | —      | —        | 5–0     | 1–1   |                 |
| 4  | Aruba           | 4  | 1 | 0 | 3 | 3  | 19 | −16 | 3  |                        | 0–7  | 0–6    | —        | —       | —     |                 |
| 5  | Quần đảo Cayman | 4  | 0 | 1 | 3 | 2  | 18 | −16 | 1  |                        | 0–11 | —      | —        | 0–11    | —     |                 |

### Bảng C
| VT | Đội                         | ST | T | H | B | BT | BB | HS  | Đ  | Giành quyền tham dự    |     | Curaçao | Guatemala | Cuba | Saint Vincent và Grenadines | Quần đảo Virgin thuộc Anh |
| -- | --------------------------- | -- | - | - | - | -- | -- | --- | -- | ---------------------- | --- | ------- | --------- | ---- | --------------------------- | ------------------------- |
| 1  | Curaçao                     | 4  | 3 | 1 | 0 | 15 | 1  | +14 | 10 | Giành quyền vào vòng 2 |     | —       | 0–0       | —    | 5–0                         | —                         |
| 2  | Guatemala                   | 4  | 3 | 1 | 0 | 14 | 0  | +14 | 10 |                        |     | —       | —         | 1–0  | 10–0                        | —                         |
| 3  | Cuba                        | 4  | 2 | 0 | 2 | 7  | 3  | +4  | 6  |                        | 1–2 | —       | —         | —    | 1–2                         |                           |
| 4  | Saint Vincent và Grenadines | 4  | 1 | 0 | 3 | 3  | 16 | −13 | 3  |                        | —   | —       | 0–1       | —    | 3–0                         |                           |
| 5  | Quần đảo Virgin thuộc Anh   | 4  | 0 | 0 | 4 | 0  | 19 | −19 | 0  |                        | 0–8 | 0–3     | —         | —    | —                           |                           |

### Bảng D
| VT | Đội               | ST | T | H | B | BT | BB | HS  | Đ  | Giành quyền tham dự    |      | Panama | Cộng hòa Dominica | Barbados | Dominica | Anguilla |
| -- | ----------------- | -- | - | - | - | -- | -- | --- | -- | ---------------------- | ---- | ------ | ----------------- | -------- | -------- | -------- |
| 1  | Panama            | 4  | 4 | 0 | 0 | 19 | 1  | +18 | 12 | Giành quyền vào vòng 2 |      | —      | 3–0               | 1–0      | —        | —        |
| 2  | Cộng hòa Dominica | 4  | 2 | 1 | 1 | 8  | 4  | +4  | 7  |                        |      | —      | —                 | 1–1      | 1–0      | —        |
| 3  | Barbados          | 4  | 1 | 2 | 1 | 3  | 3  | 0   | 5  |                        | —    | —      | —                 | 1–1      | 1–0      |          |
| 4  | Dominica          | 4  | 1 | 1 | 2 | 5  | 4  | +1  | 4  |                        | 1–2  | —      | —                 | —        | 3–0      |          |
| 5  | Anguilla          | 4  | 0 | 0 | 4 | 0  | 23 | −23 | 0  |                        | 0–13 | 0–6    | —                 | —        | —        |          |

### Bảng E
| VT | Đội                      | ST | T | H | B | BT | BB | HS  | Đ | Giành quyền tham dự    |      | Haiti | Nicaragua | Belize | Quần đảo Turks và Caicos | Saint Lucia |
| -- | ------------------------ | -- | - | - | - | -- | -- | --- | - | ---------------------- | ---- | ----- | --------- | ------ | ------------------------ | ----------- |
| 1  | Haiti                    | 3  | 3 | 0 | 0 | 13 | 0  | +13 | 9 | Giành quyền vào vòng 2 |      | —     | 1–0       | 2–0    | —                        | —           |
| 2  | Nicaragua                | 3  | 2 | 0 | 1 | 10 | 1  | +9  | 6 |                        |      | —     | —         | 3–0    | —                        | —           |
| 3  | Belize                   | 3  | 1 | 0 | 2 | 5  | 5  | 0   | 3 |                        | —    | —     | —         | 5–0    | —                        |             |
| 4  | Quần đảo Turks và Caicos | 3  | 0 | 0 | 3 | 0  | 22 | −22 | 0 |                        | 0–10 | 0–7   | —         | —      | —                        |             |
| 5  | Saint Lucia              | 0  | 0 | 0 | 0 | 0  | 0  | 0   | 0 | Bỏ cuộc                |      | —     | —         | —      | —                        | —           |

### Bảng F
| VT | Đội                  | ST | T | H | B | BT | BB | HS  | Đ | Giành quyền tham dự    |     | Saint Kitts và Nevis | Trinidad và Tobago | Puerto Rico | Guyana | Bahamas |
| -- | -------------------- | -- | - | - | - | -- | -- | --- | - | ---------------------- | --- | -------------------- | ------------------ | ----------- | ------ | ------- |
| 1  | Saint Kitts và Nevis | 4  | 3 | 0 | 1 | 8  | 2  | +6  | 9 | Giành quyền vào vòng 2 |     | —                    | —                  | 1–0         | 3–0    | —       |
| 2  | Trinidad và Tobago   | 4  | 2 | 2 | 0 | 6  | 1  | +5  | 8 |                        |     | 2–0                  | —                  | —           | 3–0    | —       |
| 3  | Puerto Rico          | 4  | 2 | 1 | 1 | 10 | 2  | +8  | 7 |                        | —   | 1–1                  | —                  | —           | 7–0    |         |
| 4  | Guyana               | 4  | 1 | 0 | 3 | 4  | 8  | −4  | 3 |                        | —   | —                    | 0–2                | —           | 4–0    |         |
| 5  | Bahamas              | 4  | 0 | 1 | 3 | 0  | 15 | −15 | 1 |                        | 0–4 | 0–0                  | —                  | —           | —      |         |

## Vòng 2
6 đội thắng ở vòng 1 sẽ giành quyền thi đấu 2 lượt theo thể thức sân nhà - sân khách. 3 đội thắng cuộc ở vòng đấu này sẽ giành quyền vào vòng cuối cùng.
| Đội 1                | TTS | Đội 2       | Lượt đi | Lượt về |
| -------------------- | --- | ----------- | ------- | ------- |
| Saint Kitts và Nevis | 0–6 | El Salvador | 0–4     | 0–2     |
| Haiti                | 0–4 | Canada      | 0–1     | 0–3     |
| Panama               | 2–1 | Curaçao     | 2–1     | 0–0     |

## Vòng 3
3 đội thắng ở vòng 2 giành quyền vào vòng loại cuối cùng kết hợp với 5 đội đứng đầu bảng xếp hạng FIFA khu vực CONCACAF, thi đấu vòng tròn tính điểm, chọn ra 3 đội đứng đầu giành quyền tham dự vòng chung kết và đội đứng thứ 4 giành quyền vào vòng play-off liên lục địa. Lễ bốc thăm diễn ra vào lúc 19:00 CEST (UTC+2) ngày 19 tháng 8 năm 2020 tại trụ sở FIFA ở Zurich.
| VT | Đội         | ST | T | H | B  | BT | BB | HS  | Đ  | Giành quyền tham dự        |     | Canada | México | Hoa Kỳ | Costa Rica | Panama | Jamaica | El Salvador | Honduras |
| -- | ----------- | -- | - | - | -- | -- | -- | --- | -- | -------------------------- | --- | ------ | ------ | ------ | ---------- | ------ | ------- | ----------- | -------- |
| 1  | Canada      | 14 | 8 | 4 | 2  | 23 | 7  | +16 | 28 | FIFA World Cup 2022        |     |        | 2–1    | 2–0    | 1–0        | 4–1    | 4–0     | 3–0         | 1–1      |
| 2  | México      | 14 | 8 | 4 | 2  | 17 | 8  | +9  | 28 | FIFA World Cup 2022        |     | 1–1    |        | 0–0    | 0–0        | 1–0    | 2–1     | 2–0         | 3–0      |
| 3  | Hoa Kỳ      | 14 | 7 | 4 | 3  | 21 | 10 | +11 | 25 | FIFA World Cup 2022        |     | 1–1    | 2–0    |        | 2–1        | 5–1    | 2–0     | 1–0         | 3–0      |
| 4  | Costa Rica  | 14 | 7 | 4 | 3  | 13 | 8  | +5  | 25 | Vòng play-off liên lục địa |     | 1–0    | 0–1    | 2–0    |            | 1–0    | 1–1     | 2–1         | 2–1      |
| 5  | Panama      | 14 | 6 | 3 | 5  | 17 | 19 | −2  | 21 |                            |     | 1–0    | 1–1    | 1–0    | 0–0        |        | 3–2     | 2–1         | 1–1      |
| 6  | Jamaica     | 14 | 2 | 5 | 7  | 12 | 22 | −10 | 11 |                            | 0–0 | 1–2    | 1–1    | 0–1    | 0–3        |        | 1–1     | 2–1         |          |
| 7  | El Salvador | 14 | 2 | 4 | 8  | 8  | 18 | −10 | 10 |                            | 0–2 | 0–2    | 0–0    | 1–2    | 1–0        | 1–1    |         | 0–0         |          |
| 8  | Honduras    | 14 | 0 | 4 | 10 | 7  | 26 | −19 | 4  |                            | 0–2 | 0–1    | 1–4    | 0–0    | 2–3        | 0–2    | 0–2     |             |          |

## Vòng play-off liên lục địa
Thể thức vòng play-off liên lục địa sẽ được công bố trong lễ bốc thăm vòng sơ loại của liên đoàn vào một ngày sau đó, với các trận đấu dự kiến sẽ được thi đấu vào tháng 3 năm 2022.
| Đội 1      | Tỉ số | Đội 2       |
| ---------- | ----- | ----------- |
| Costa Rica | 1–0   | New Zealand |

## Các đội tuyển vượt qua vòng loại
Dưới đây là các đội tuyển thuộc CONCACAF đã vượt qua vòng loại để tham dự vòng chung kết.
| Đội tuyển  | Tư cách vượt qua vòng loại         | Ngày vượt qua vòng loại | Số lần tham dự Giải vô địch bóng đá thế giới trước đây 1                                            |
| ---------- | ---------------------------------- | ----------------------- | --------------------------------------------------------------------------------------------------- |
| Canada     | Top 3 vòng 3 khu vực CONCACAF      | 27 tháng 3 năm 2022     | 1 (1986)                                                                                            |
| México     | Top 3 vòng 3 khu vực CONCACAF      | 30 tháng 3 năm 2022     | 16 (1930, 1950, 1954, 1958, 1962, 1966, 1970, 1978, 1986, 1994, 1998, 2002, 2006, 2010, 2014, 2018) |
| Hoa Kỳ     | Top 3 vòng 3 khu vực CONCACAF      | 30 tháng 3 năm 2022     | 10 (1930, 1934, 1950, 1990, 1994, 1998, 2002, 2006, 2010, 2014)                                     |
| Costa Rica | Thắng trận play-off CONCACAF v OFC | 14 tháng 6 năm 2022     | 5 (1990, 2002, 2006, 2014, 2018)                                                                    |

1 Chữ đậm hiển thị chức vô địch cho năm đó. Chữ nghiêng hiển thị là chủ nhà cho năm đó.

## Cầu thủ ghi bàn hàng đầu
Đã có 345 bàn thắng ghi được trong 118 trận đấu, trung bình 2.92 bàn thắng mỗi trận đấu.
13 bàn thắng
- Cyle Larin

9 bàn thắng
- Jonathan David

8 bàn thắng
- David Rugamas

7 bàn thắng
- Cecilio Waterman

6 bàn thắng
- Nigel Hasselbaink

5 bàn thắng
- Lucas Cavallini
- Alphonso Davies
- Lyle Taylor
- Gabriel Torres
- Christian Pulisic

4 bàn thắng
- Duckens Nazon
- Rolando Blackburn
- Ricardo Rivera
- Keithroy Freeman

Về những cầu thủ ghi nhiều bàn nhất ở mỗi vòng, xem mục tương ứng trong mỗi bài viết:
- Vòng 1
- Vòng 2
- Vòng 3